# 21e étape du Tour de France 2017
Pour un article plus général, voir Tour de France 2017.
La 21e étape du Tour de France 2017 se déroule le dimanche 23 juillet 2017 entre Montgeron et l'avenue des Champs-Élysées à Paris, sur une distance de 103 kilomètres.

## Parcours
La dernière étape s'élance de Mongeron pour arriver à Paris sur les Champs-Elysées. Au kilomètre 48, les coureurs feront leur entrée sur le circuit habituel pour 8 tours de 6,8 kilomètres passant par le Louvre, les Champs-Elysées et l'Arc de Triomphe. Le sprint intermédiaire sera disputé en haut des Champs-Elysées après le 3e passage sur la ligne d'arrivée. L'étape se court en fin de journée puisque l'arrivée est prévue aux alentours de 19h15. Particularité de cette étape et clin d’œil à la candidature de Paris pour les Jeux Olympiques 2024 le peloton traversera la nef du Grand Palais qui est l'un des sites du projet olympique.

## Résultats

### Classement de l'étape
| \| Classement de l'étape \| Classement de l'étape \| Classement de l'étape \| Classement de l'étape \| Classement de l'étape \| \| Coureur \| Coureur \| Pays \| Équipe \| Temps \| \| --------------------- \| --------------------- \| --------------------- \| -------------------------- \| --------------------- \| \| 1er \| Dylan Groenewegen \| Pays-Bas \| LottoNL-Jumbo \| 2 h 25 min 39 s \| \| 2e \| André Greipel \| Allemagne \| Lotto-Soudal \| + 0 s \| \| 3e \| Edvald Boasson Hagen \| Norvège \| Dimension Data \| + 0 s \| \| 4e \| Nacer Bouhanni \| France \| Cofidis, Solutions Crédits \| + 0 s \| \| 5e \| Alexander Kristoff \| Norvège \| Katusha-Alpecin \| + 0 s \| \| 6e \| Borut Božič \| Slovénie \| Bahrain-Merida \| + 0 s \| \| 7e \| Davide Cimolai \| Italie \| FDJ \| + 0 s \| \| 8e \| Pierre-Luc Périchon \| France \| Fortuneo-Oscaro \| + 0 s \| \| 9e \| Rüdiger Selig \| Allemagne \| Bora-Hansgrohe \| + 0 s \| \| 10e \| Daniele Bennati \| Italie \| Movistar Team \| + 0 s \| |                      |           |                            |                 |
| |                      |           |                            |                 |
| Source : ProCyclingStats |                      |           |                            |                 |
| Classement de l'étape |                      |           |                            |                 |
| Coureur | Coureur              | Pays      | Équipe                     | Temps           |
| 1er | Dylan Groenewegen    | Pays-Bas  | LottoNL-Jumbo              | 2 h 25 min 39 s |
| 2e | André Greipel        | Allemagne | Lotto-Soudal               | + 0 s           |
| 3e | Edvald Boasson Hagen | Norvège   | Dimension Data             | + 0 s           |
| 4e | Nacer Bouhanni       | France    | Cofidis, Solutions Crédits | + 0 s           |
| 5e | Alexander Kristoff   | Norvège   | Katusha-Alpecin            | + 0 s           |
| 6e | Borut Božič          | Slovénie  | Bahrain-Merida             | + 0 s           |
| 7e | Davide Cimolai       | Italie    | FDJ                        | + 0 s           |
| 8e | Pierre-Luc Périchon  | France    | Fortuneo-Oscaro            | + 0 s           |
| 9e | Rüdiger Selig        | Allemagne | Bora-Hansgrohe             | + 0 s           |
| 10e | Daniele Bennati      | Italie    | Movistar Team              | + 0 s           |

### Points attribués
| Sprint intermédiaire Paris - Haut des Champs-Élysées (3e passage) (km 63,5) | Sprint intermédiaire Paris - Haut des Champs-Élysées (3e passage) (km 63,5) | Sprint intermédiaire Paris - Haut des Champs-Élysées (3e passage) (km 63,5) | Sprint intermédiaire Paris - Haut des Champs-Élysées (3e passage) (km 63,5) | Sprint intermédiaire Paris - Haut des Champs-Élysées (3e passage) (km 63,5) |
| --------------------------------------------------------------------------- | --------------------------------------------------------------------------- | --------------------------------------------------------------------------- | --------------------------------------------------------------------------- | --------------------------------------------------------------------------- |
|                                                                             | Coureur                                                                     | Pays                                                                        | Équipe                                                                      | Point(s)                                                                    |
| 1er                                                                         | Michael Schär                                                               | Suisse                                                                      | BMC Racing                                                                  | 20                                                                          |
| 2e                                                                          | Daryl Impey                                                                 | Afrique du Sud                                                              | Orica-Scott                                                                 | 17                                                                          |
| 3e                                                                          | Marcus Burghardt                                                            | Allemagne                                                                   | Bora-Hansgrohe                                                              | 15                                                                          |
| 4e                                                                          | Dion Smith                                                                  | Nouvelle-Zélande                                                            | Wanty-Groupe Gobert                                                         | 13                                                                          |
| 5e                                                                          | Imanol Erviti                                                               | Espagne                                                                     | Movistar                                                                    | 11                                                                          |
| 6e                                                                          | Julien Vermote                                                              | Belgique                                                                    | Quick-Step Floors                                                           | 10                                                                          |
| 7e                                                                          | Alexey Lutsenko                                                             | Kazakhstan                                                                  | Astana                                                                      | 9                                                                           |
| 8e                                                                          | Sylvain Chavanel                                                            | France                                                                      | Direct Énergie                                                              | 8                                                                           |
| 9e                                                                          | Nils Politt                                                                 | Allemagne                                                                   | Katusha-Alpecin                                                             | 7                                                                           |
| 10e                                                                         | Simon Geschke                                                               | Allemagne                                                                   | Sunweb                                                                      | 6                                                                           |
| 11e                                                                         | Lars Bak                                                                    | Danemark                                                                    | Lotto-Soudal                                                                | 5                                                                           |
| 12e                                                                         | Jacobus Venter                                                              | Afrique du Sud                                                              | Dimension Data                                                              | 4                                                                           |
| 13e                                                                         | Thomas De Gendt                                                             | Belgique                                                                    | Lotto-Soudal                                                                | 3                                                                           |
| 14e                                                                         | Nicolas Edet                                                                | France                                                                      | Cofidis                                                                     | 2                                                                           |
| 15e                                                                         | Primož Roglič                                                               | Slovénie                                                                    | Lotto NL-Jumbo                                                              | 1                                                                           |
| modifier                                                                    |                                                                             |                                                                             |                                                                             |                                                                             |

| Arrivée d'étape Paris - Champs-Élysées (9e passage sur la ligne) (km 103) | Arrivée d'étape Paris - Champs-Élysées (9e passage sur la ligne) (km 103) | Arrivée d'étape Paris - Champs-Élysées (9e passage sur la ligne) (km 103) | Arrivée d'étape Paris - Champs-Élysées (9e passage sur la ligne) (km 103) | Arrivée d'étape Paris - Champs-Élysées (9e passage sur la ligne) (km 103) |
| ------------------------------------------------------------------------- | ------------------------------------------------------------------------- | ------------------------------------------------------------------------- | ------------------------------------------------------------------------- | ------------------------------------------------------------------------- |
|                                                                           | Coureur                                                                   | Pays                                                                      | Équipe                                                                    | Point(s)                                                                  |
| 1er                                                                       | Dylan Groenewegen                                                         | Pays-Bas                                                                  | Lotto NL-Jumbo                                                            | 50                                                                        |
| 2e                                                                        | André Greipel                                                             | Allemagne                                                                 | Lotto-Soudal                                                              | 30                                                                        |
| 3e                                                                        | Edvald Boasson Hagen                                                      | Norvège                                                                   | Dimension Data                                                            | 20                                                                        |
| 4e                                                                        | Nacer Bouhanni                                                            | France                                                                    | Cofidis                                                                   | 18                                                                        |
| 5e                                                                        | Alexander Kristoff                                                        | Norvège                                                                   | Katusha-Alpecin                                                           | 16                                                                        |
| 6e                                                                        | Borut Božič                                                               | Slovénie                                                                  | Bahrain-Merida                                                            | 14                                                                        |
| 7e                                                                        | Davide Cimolai                                                            | Italie                                                                    | FDJ                                                                       | 12                                                                        |
| 8e                                                                        | Pierre-Luc Périchon                                                       | France                                                                    | Fortuneo-Oscaro                                                           | 10                                                                        |
| 9e                                                                        | Rüdiger Selig                                                             | Allemagne                                                                 | Bora-Hansgrohe                                                            | 8                                                                         |
| 10e                                                                       | Daniele Bennati                                                           | Italie                                                                    | Movistar                                                                  | 7                                                                         |
| 11e                                                                       | Michael Matthews                                                          | Australie                                                                 | Sunweb                                                                    | 6                                                                         |
| 12e                                                                       | Sonny Colbrelli                                                           | Italie                                                                    | Bahrain-Merida                                                            | 5                                                                         |
| 13e                                                                       | Pieter Vanspeybrouck                                                      | Belgique                                                                  | Wanty-Groupe Gobert                                                       | 4                                                                         |
| 14e                                                                       | Thomas Boudat                                                             | France                                                                    | Direct Énergie                                                            | 3                                                                         |
| 15e                                                                       | Jurgen Roelandts                                                          | Belgique                                                                  | Lotto-Soudal                                                              | 2                                                                         |
| modifier                                                                  |                                                                           |                                                                           |                                                                           |                                                                           |

|   | Coureur              | Pays      | Équipe         | Secondes |
| - | -------------------- | --------- | -------------- | -------- |
| 1 | Dylan Groenewegen    | Pays-Bas  | Lotto NL-Jumbo | 10 s     |
| 2 | André Greipel        | Allemagne | Lotto-Soudal   | 6 s      |
| 3 | Edvald Boasson Hagen | Norvège   | Dimension Data | 4 s      |

## Classements à l'issue de l'étape

### Classement général
| \| Classement général \| Classement général \| Classement général \| Classement général \| Classement général \| \| Coureur \| Coureur \| Pays \| Équipe \| Temps \| \| ------------------ \| ------------------ \| ------------------ \| ------------------ \| ------------------ \| \| 1er \| Christopher Froome \| Royaume-Uni \| Team Sky \| 86 h 20 min 55 s \| \| 2e \| Rigoberto Urán \| Colombie \| Cannondale-Drapac \| + 54 s \| \| 3e \| Romain Bardet \| France \| AG2R La Mondiale \| + 2 min 20 s \| \| 4e \| Mikel Landa \| Espagne \| Team Sky \| + 2 min 21 s \| \| 5e \| Fabio Aru \| Italie \| Astana \| + 3 min 05 s \| \| 6e \| Dan Martin \| Irlande \| Quick-Step Floors \| + 4 min 42 s \| \| 7e \| Simon Yates \| Royaume-Uni \| Orica-Scott \| + 6 min 14 s \| \| 8e \| Louis Meintjes \| Afrique du Sud \| UAE Team Emirates \| + 8 min 20 s \| \| 9e \| Alberto Contador \| Espagne \| Trek-Segafredo \| + 8 min 49 s \| \| 10e \| Warren Barguil \| France \| Team Sunweb \| + 9 min 25 s \| |                    |                |                   |                  |
| |                    |                |                   |                  |
| Source : ProCyclingStats |                    |                |                   |                  |
| Classement général |                    |                |                   |                  |
| Coureur | Coureur            | Pays           | Équipe            | Temps            |
| 1er | Christopher Froome | Royaume-Uni    | Team Sky          | 86 h 20 min 55 s |
| 2e | Rigoberto Urán     | Colombie       | Cannondale-Drapac | + 54 s           |
| 3e | Romain Bardet      | France         | AG2R La Mondiale  | + 2 min 20 s     |
| 4e | Mikel Landa        | Espagne        | Team Sky          | + 2 min 21 s     |
| 5e | Fabio Aru          | Italie         | Astana            | + 3 min 05 s     |
| 6e | Dan Martin         | Irlande        | Quick-Step Floors | + 4 min 42 s     |
| 7e | Simon Yates        | Royaume-Uni    | Orica-Scott       | + 6 min 14 s     |
| 8e | Louis Meintjes     | Afrique du Sud | UAE Team Emirates | + 8 min 20 s     |
| 9e | Alberto Contador   | Espagne        | Trek-Segafredo    | + 8 min 49 s     |
| 10e | Warren Barguil     | France         | Team Sunweb       | + 9 min 25 s     |

### Classement par points
| Classement par points | Classement par points | Classement par points | Classement par points | Classement par points |
| Coureur               | Coureur               | Pays                  | Équipe                | Points                |
| --------------------- | --------------------- | --------------------- | --------------------- | --------------------- |
| 1er                   | Michael Matthews      | Australie             | Team Sunweb           | 370 pts               |
| 2e                    | André Greipel         | Allemagne             | Lotto-Soudal          | 234 pts               |
| 3e                    | Edvald Boasson Hagen  | Norvège               | Dimension Data        | 220 pts               |
| 4e                    | Alexander Kristoff    | Norvège               | Katusha-Alpecin       | 174 pts               |
| 5e                    | Sonny Colbrelli       | Italie                | Bahrain-Merida        | 168 pts               |
| 6e                    | Thomas De Gendt       | Belgique              | Lotto-Soudal          | 149 pts               |
| 7e                    | Dylan Groenewegen     | Pays-Bas              | LottoNL-Jumbo         | 144 pts               |
| 8e                    | Christopher Froome    | Royaume-Uni           | Team Sky              | 133 pts               |
| 9e                    | Rigoberto Urán        | Colombie              | Cannondale-Drapac     | 106 pts               |
| 10e                   | Dan Martin            | Irlande               | Quick-Step Floors     | 106 pts               |

### Classement du meilleur jeune
| Classement général du meilleur jeune | Classement général du meilleur jeune | Classement général du meilleur jeune | Classement général du meilleur jeune | Classement général du meilleur jeune |
|                                      | Coureur                              | Pays                                 | Équipe                               | Temps                                |
| ------------------------------------ | ------------------------------------ | ------------------------------------ | ------------------------------------ | ------------------------------------ |
| 1er                                  | Simon Yates                          | Royaume-Uni                          | Orica-Scott                          | en 86 h 27 min 9 s                   |
| 2e                                   | Louis Meintjes                       | Afrique du Sud                       | UAE Emirates                         | + 2 min 6 s                          |
| 3e                                   | Emanuel Buchmann                     | Allemagne                            | Bora-Hansgrohe                       | + 27 min 7 s                         |
| 4e                                   | Tiesj Benoot                         | Belgique                             | Lotto-Soudal                         | + 35 min 50 s                        |
| 5e                                   | Guillaume Martin                     | France                               | Wanty-Groupe Gobert                  | + 47 min 38 s                        |
| 6e                                   | Pierre Latour                        | France                               | AG2R La Mondiale                     | + 1 h 18 min 45 s                    |
| 7e                                   | Lilian Calmejane                     | France                               | Direct Énergie                       | + 1 h 29 min 2 s                     |
| 8e                                   | Michael Valgren                      | Danemark                             | Orica-Scott                          | + 2 h 19 min 22 s                    |
| 9e                                   | Alexey Lutsenko                      | Kazakhstan                           | Astana                               | + 2 h 31 min 25 s                    |
| 10e                                  | Dylan Van Baarle                     | Pays-Bas                             | Cannondale-Drapac                    | + 2 h 40 min 57 s                    |
| modifier                             |                                      |                                      |                                      |                                      |

### Classement du meilleur grimpeur
| Classement du meilleur grimpeur | Classement du meilleur grimpeur | Classement du meilleur grimpeur | Classement du meilleur grimpeur | Classement du meilleur grimpeur |
| ------------------------------- | ------------------------------- | ------------------------------- | ------------------------------- | ------------------------------- |
|                                 | Coureur                         | Pays                            | Équipe                          | Point(s)                        |
| 1er                             | Warren Barguil                  | France                          | Sunweb                          | 169 points                      |
| 2e                              | Primož Roglič                   | Slovénie                        | Lotto NL-Jumbo                  | 80 pts                          |
| 3e                              | Thomas De Gendt                 | Belgique                        | Lotto-Soudal                    | 65 pts                          |
| 4e                              | Darwin Atapuma                  | Colombie                        | UAE Team Emirates               | 55 pts                          |
| 5e                              | Christopher Froome              | Royaume-Uni                     | Sky                             | 51 pts                          |
| 6e                              | Romain Bardet                   | France                          | AG2R La Mondiale                | 47 pts                          |
| 7e                              | Mikel Landa                     | Espagne                         | Sky                             | 45 pts                          |
| 8e                              | Bauke Mollema                   | Pays-Bas                        | Trek-Segafredo                  | 37 pts                          |
| 9e                              | Alberto Contador                | Espagne                         | Trek-Segafredo                  | 36 pts                          |
| 10e                             | Serge Pauwels                   | Belgique                        | Dimension Data                  | 32 pts                          |
| modifier                        |                                 |                                 |                                 |                                 |

### Classement par équipes
| Classement par équipes | Classement par équipes | Classement par équipes | Classement par équipes |
| Équipe                 | Équipe                 | Pays                   | Temps                  |
| ---------------------- | ---------------------- | ---------------------- | ---------------------- |
| 1re                    | Sky                    | Royaume-Uni            | 259 h 21 min 06 s      |
| 2e                     | AG2R La Mondiale       | France                 | + 7 min 14 s           |
| 3e                     | Trek-Segafredo         | États-Unis             | + 1 h 44 min 46 s      |
| 4e                     | BMC Racing Team        | États-Unis             | + 1 h 49 min 49 s      |
| 5e                     | Orica-Scott            | Australie              | + 1 h 52 min 21 s      |
| 6e                     | Movistar Team          | Espagne                | + 1 h 55 min 52 s      |
| 7e                     | Cannondale-Drapac      | États-Unis             | + 2 h 15 min 25 s      |
| 8e                     | Fortuneo-Oscaro        | France                 | + 2 h 18 min 18 s      |
| 9e                     | Lotto-Soudal           | Belgique               | + 2 h 28 min 18 s      |
| 10e                    | Astana                 | Kazakhstan             | + 2 h 28 min 39 s      |